# Orde van de Ster (Salomonseilanden)
De Orde van de Ster is een ridderorde van de Salomonseilanden, een koninkrijk binnen het Gemenebest. Elizabeth II van het Verenigd Koninkrijk, Koningin van de Salomonseilanden  is Souvereine van deze orde. De regering van de eilanden is verantwoordelijk voor het decoratiestelsel. De orde verving de in 1982 de Orde van het Britse Rijk.